# 안병영
안병영(安秉永, 1941년 9월 7일 ~ )은 대한민국의 교육인이다. 제36대 교육부 장관, 제46대 교육부총리 겸 교육인적자원부 장관을 지냈다.

## 학력
- 1959년 : 경기고등학교
- 1963년 : 연세대학교 정치외교학 학사
- 1965년 : 서울대학교 행정대학원 행정학 석사
- 1970년 : 빈 대학교 대학원 정치학 박사

## 경력
- 1972.03 ~ 1975.07: 한국외국어대학교 조교수
- 1975.09 ~ 2006.02 : 연세대학교 사회과학대학 행정학과 교수
- 1986.03 : 연세대학교 사회과학연구소장
- 1988.08 ~ 1990.08 : 연세대학교 교무처장
- 1991.01 ~ 1991.12 : 한국행정학회장
- 1995.12 ~ 1997.08 : 교육부 장관
- 1997.08 : 연세대학교 행정학 교수
- 1998.03 ~ 2000.02 : 한국사회과학연구협의회장
- 아시아사회과학연구협의회장
- 2003.12 ~ 2005.01 : 부총리 겸 교육인적자원부 장관
- 2007 ~ : 연세대학교 사회과학대학 행정학과 명예교수
- 2017.11 ~ 2021.11 : 학교법인 이화학당 이사
- 재단법인정진석장학재단 이사